# A Mad Men – Reklámőrültek epizódjainak listája
Ezen az oldalon a Mad Men – Reklámőrültek című amerikai televíziós sorozat epizódjainak listája található.

## Évados áttekintés
| Évad | Évad | Epizódok | Eredeti sugárzás    | Eredeti sugárzás  | Eredeti adó |
| Évad | Évad | Epizódok | Évadpremier         | Évadfinálé        | Eredeti adó |
| ---- | ---- | -------- | ------------------- | ----------------- | ----------- |
|      | 1    | 13       | 2007. július 19.    | 2007. október 18. | AMC         |
|      | 2    | 13       | 2008. július 27.    | 2008. október 26. | AMC         |
|      | 3    | 13       | 2009. augusztus 16. | 2009. november 8. | AMC         |
|      | 4    | 13       | 2010. július 25.    | 2010. október 17. | AMC         |
|      | 5    | 13       | 2012. március 25.   | 2012. június 10.  | AMC         |
|      | 6    | 13       | 2013. április 7.    | 2013. június 23.  | AMC         |
|      | 7    | 14       | 2014. április 13.   | 2015. május 17.   | AMC         |

## 1. évad (2007)
| Sor. | Év. | Cím                                                    | Rendező             | Író                                                                          | Premier                                 | Nézettség   |
| ---- | --- | ------------------------------------------------------ | ------------------- | ---------------------------------------------------------------------------- | --------------------------------------- | ----------- |
| 1.   | 1.  | Akinek csípi a szemét a füst (Smoke Gets in Your Eyes) | Alan Taylor         | Matthew Weiner                                                               | 2007. július 19. 2008. szeptember 7.    | 1,65 millió |
| 2.   | 2.  | Női mosdó (Ladies Room)                                | Alan Taylor         | Matthew Weiner                                                               | 2007. július 26. 2008. szeptember 14.   | 1,04 millió |
| 3.   | 3.  | Figaro házassága (Marriage of Figaro)                  | Ed Bianchi          | Tom Palmer                                                                   | 2007. augusztus 2. 2008. szeptember 21. | 1,07 millió |
| 4.   | 4.  | Új Amszterdam (New Amsterdam)                          | Tim Hunter          | Lisa Albert                                                                  | 2007. augusztus 9. 2008. szeptember 28. | 0,85 millió |
| 5.   | 5.  | 5000 dolláros ajánlat (5G)                             | Lesli Linka Glatter | Matthew Weiner                                                               | 2007. augusztus 16. 2008. október 5.    | 0,75 millió |
| 6.   | 6.  | Babilon (Babylon)                                      | Andrew Bernstein    | Andre Jacquemetton és Maria Jacquemetton                                     | 2007. augusztus 23. 2008. október 12.   | 0,81 millió |
| 7.   | 7.  | Kipirult arcok (Red in the Face)                       | Tim Hunter          | Bridget Bedard                                                               | 2007. augusztus 30. 2008. október 19.   | 1,02 millió |
| 8.   | 8.  | Egy csavargó a múltból (The Hobo Code)                 | Phil Abraham        | Chris Provenzano                                                             | 2007. szeptember 6. 2008. október 26.   | 0,85 millió |
| 9.   | 9.  | A stratégia (Shoot)                                    | Paul Feig           | Chris Provenzano és Matthew Weiner                                           | 2007. szeptember 13. 2008. november 2.  | 0,84 millió |
| 10.  | 10. | Hosszú hétvége (Long Weekend)                          | Tim Hunter          | Bridget Bedard és Andre Jacquemetton és Maria Jacquemetton és Matthew Weiner | 2007. szeptember 27. 2008. november 9.  | 0,61 millió |
| 11.  | 11. | Indián nyár (Indian Summer)                            | Tim Hunter          | Tom Palmer és Matthew Weiner                                                 | 2007. október 4. 2008. november 16.     | 0,68 millió |
| 12.  | 12. | Nixon kontra Kennedy (Nixon vs. Kennedy)               | Alan Taylor         | Lisa Albert és Andre Jacquemetton és Maria Jacquemetton                      | 2007. október 11. 2008. november 23.    | 0,80 millió |
| 13.  | 13. | Forog a kerék (The Wheel)                              | Matthew Weiner      | Matthew Weiner és Robin Veith                                                | 2007. október 18. 2008. november 30.    | 0,93 millió |

## 2. évad (2008)
| Sor. | Év. | Cím                                                     | Rendező             | Író                                                                         | Premier                                | Nézettség   |
| ---- | --- | ------------------------------------------------------- | ------------------- | --------------------------------------------------------------------------- | -------------------------------------- | ----------- |
| 14.  | 1.  | Akik lélekben fiatalok... (For Those Who Think Young)   | Tim Hunter          | Matthew Weiner                                                              | 2008. július 27. 2009. február 24.     | 2,06 millió |
| 15.  | 2.  | Az egyes számú járat (Flight 1)                         | Andrew Bernstein    | Lisa Albert és Matthew Weiner                                               | 2008. augusztus 3. 2009. február 25.   | 1,33 millió |
| 16.  | 3.  | A mecénások (The Benefactor)                            | Lesli Linka Glatter | Matthew Weiner és Rick Cleveland                                            | 2008. augusztus 10. 2009. február 26.  | 1,25 millió |
| 17.  | 4.  | Három vasárnap (Three Sundays)                          | Tim Hunter          | Andre Jacquemetton és Maria Jacquemetton                                    | 2008. augusztus 17. 2009. március 2.   | 1,07 millió |
| 18.  | 5.  | Az új lány (The New Girl)                               | Jennifer Getzinger  | Robin Veith                                                                 | 2008. augusztus 24. 2009. március 3.   | 1,47 millió |
| 19.  | 6.  | A melltartó-kampány (Maidenform)                        | Phil Abraham        | Matthew Weiner                                                              | 2008. augusztus 31. 2009. március 4.   | 1,46 millió |
| 20.  | 7.  | Az arany hegedű (The Gold Violin)                       | Andrew Bernstein    | Jane Anderson és Andre Jacquemetton és Maria Jacquemetton és Matthew Weiner | 2008. szeptember 7. 2009. március 5.   | 1,67 millió |
| 21.  | 8.  | Egy emlékezetes éjszaka (A Night to Remember)           | Lesli Linka Glatter | Robin Veith és Matthew Weiner                                               | 2008. szeptember 14. 2009. március 9.  | 1,87 millió |
| 22.  | 9.  | 6 hónap szünet (Six Month Leave)                        | Michael Uppendahl   | Andre Jacquemetton és Maria Jacquemetton és Matthew Weiner                  | 2008. szeptember 28. 2009. március 10. | 1,60 millió |
| 23.  | 10. | Az örökség (The Inheritance)                            | Andrew Bernstein    | Lisa Albert és Marti Noxon és Matthew Weiner                                | 2008. október 5. 2009. március 11.     | 1,30 millió |
| 24.  | 11. | A kéjutazás (The Jet Set)                               | Phil Abraham        | Matthew Weiner                                                              | 2008. október 12. 2009. március 12.    | 1,50 millió |
| 25.  | 12. | A hegy királya (The Mountain King)                      | Alan Taylor         | Matthew Weiner és Robin Veith                                               | 2008. október 19. 2009. március 16.    | 1,40 millió |
| 26.  | 13. | Gondolatok vészhelyzetben (Meditations in an Emergency) | Matthew Weiner      | Matthew Weiner és Kater Gordon                                              | 2008. október 26. 2009. március 17.    | 1,75 millió |

## 3. évad (2009)
| Sor. | Év. | Cím                                                                            | Rendező                  | Író                                                        | Premier                                | Nézettség   |
| ---- | --- | ------------------------------------------------------------------------------ | ------------------------ | ---------------------------------------------------------- | -------------------------------------- | ----------- |
| 27.  | 1.  | A kiszállás (Out of Town)                                                      | Phil Abraham             | Matthew Weiner                                             | 2009. augusztus 16. 2013. december 8.  | 2,76 millió |
| 28.  | 2.  | Szerelem a romok között (Love Among the Ruins)                                 | Lesli Linka Glatter      | Cathryn Humphris és Matthew Weiner                         | 2009. augusztus 23. 2013. december 15. | 1,90 millió |
| 29.  | 3.  | A partik (My Old Kentucky Home)                                                | Jennifer Getzinger       | Dahvi Waller és Matthew Weiner                             | 2009. augusztus 30. 2013. december 22. | 1,61 millió |
| 30.  | 4.  | Szervezés (The Arrangements)                                                   | Michael Uppendahl        | Andrew Colville és Matthew Weiner                          | 2009. szeptember 6. 2013. december 29. | 1,51 millió |
| 31.  | 5.  | A köd (The Fog)                                                                | Phil Abraham             | Kater Gordon                                               | 2009. szeptember 13. 2014. január 5.   | 1,75 millió |
| 32.  | 6.  | Aki betette a reklámügynökségre a lábát (Guy Walks Into an Advertising Agency) | Lesli Linka Glatter      | Robin Veith és Matthew Weiner                              | 2009. szeptember 20. 2014. január 12.  | 1,57 millió |
| 33.  | 7.  | Július 23. (Seven Twenty Three)                                                | Daisy von Scherler Mayer | Andre Jacquemetton és Maria Jacquemetton és Matthew Weiner | 2009. szeptember 27. 2014. január 19.  | 1,73 millió |
| 34.  | 8.  | A souvenir (Souvenir)                                                          | Phil Abraham             | Lisa Albert és Matthew Weiner                              | 2009. október 4. 2014. január 26.      | 1,91 millió |
| 35.  | 9.  | Hajnaltájt (Wee Small Hours)                                                   | Scott Hornbacher         | Dahvi Waller és Matthew Weiner                             | 2009. október 11. 2014. február 2.     | 1,53 millió |
| 36.  | 10. | A kék (The Color Blue)                                                         | Michael Uppendahl        | Kater Gordon és Matthew Weiner                             | 2009. október 18. 2014. február 9.     | 1,61 millió |
| 37.  | 11. | A cigánylány és a csavargó (The Gypsy and the Hobo)                            | Jennifer Getzinger       | Marti Noxon és Cathryn Humphris és Matthew Weiner          | 2009. október 25. 2014. február 16.    | 1,72 millió |
| 38.  | 12. | A felnőttek (The Grown-Ups)                                                    | Barbet Schroeder         | Brett Johnson és Matthew Weiner                            | 2009. november 1. 2014. február 23.    | 1,78 millió |
| 39.  | 13. | Csukd be az ajtót, és foglalj helyet! (Shut the Door. Have a Seat.)            | Matthew Weiner           | Matthew Weiner és Erin Levy                                | 2009. november 8. 2014. március 2.     | 2,32 millió |

## 4. évad (2010)
| Sor. | Év. | Cím                                                          | Rendező             | Író                                          | Premier                               | Nézettség   |
| ---- | --- | ------------------------------------------------------------ | ------------------- | -------------------------------------------- | ------------------------------------- | ----------- |
| 40.  | 1.  | Kapcsolattervezés (Public Relations)                         | Phil Abraham        | Matthew Weiner                               | 2010. július 25. 2014. március 30.    | 2,92 millió |
| 41.  | 2.  | Csak egyszer van karácsony (Christmas Comes But Once a Year) | Michael Uppendahl   | Tracy McMillan és Matthew Weiner             | 2010. augusztus 1. 2014. április 6.   | 2,47 millió |
| 42.  | 3.  | A jó hír (The Good News)                                     | Jennifer Getzinger  | Jonathan Abrahams és Matthew Weiner          | 2010. augusztus 8. 2014. április 13.  | 2,22 millió |
| 43.  | 4.  | Az elutasítottak (The Rejected)                              | John Slattery       | Keith Huff és Matthew Weiner                 | 2010. augusztus 15. 2014. április 20. | 2,05 millió |
| 44.  | 5.  | Krizantém és kard (The Chrysanthemum and the Sword)          | Lesli Linka Glatter | Erin Levy                                    | 2010. augusztus 22. 2014. április 27. | 2,19 millió |
| 45.  | 6.  | Történetek a Waldorfból (Waldorf Stories)                    | Scott Hornbacher    | Brett Johnson és Matthew Weiner              | 2010. augusztus 29. 2014. május 4.    | 2,04 millió |
| 46.  | 7.  | A bőrönd (The Suitcase)                                      | Jennifer Getzinger  | Matthew Weiner                               | 2010. szeptember 5. 2014. május 11.   | 2,17 millió |
| 47.  | 8.  | A nyári ember (The Summer Man)                               | Phil Abraham        | Lisa Albert és Janet Leahy és Matthew Weiner | 2010. szeptember 12. 2014. május 18.  | 2,31 millió |
| 48.  | 9.  | Gyönyörű nők (The Beautiful Girls)                           | Michael Uppendahl   | Dahvi Waller és Matthew Weiner               | 2010. szeptember 19. 2014. május 25.  | 2,29 millió |
| 49.  | 10. | Térdre rogyva (Hands and Knees)                              | Lynn Shelton        | Jonathan Abrahams és Matthew Weiner          | 2010. szeptember 26. 2014. június 1.  | 2,12 millió |
| 50.  | 11. | Kínai fal (Chinese Wall)                                     | Phil Abraham        | Erin Levy                                    | 2010. október 3. 2014. június 8.      | 2,06 millió |
| 51.  | 12. | Ködösítés (Blowing Smoke)                                    | John Slattery       | Andre Jacquemetton és Maria Jacquemetton     | 2010. október 10. 2014. június 15.    | 2,23 millió |
| 52.  | 13. | A holnap földje (Tomorrowland)                               | Matthew Weiner      | Jonathan Igla és Matthew Weiner              | 2010. október 17. 2014. június 22.    | 2,44 millió |

## 5. évad (2012)
| Sor. | Év. | Cím                                         | Rendező            | Író                                      | Premier           | Nézettség   |
| ---- | --- | ------------------------------------------- | ------------------ | ---------------------------------------- | ----------------- | ----------- |
| 53.  | 1.  | Egy kis csók 1. rész (A Little Kiss Part 1) | Jennifer Getzinger | Matthew Weiner                           | 2012. március 25. | 3,54 millió |
| 54.  | 2.  | Egy kis csók 2. rész (A Little Kiss Part 2) | Jennifer Getzinger | Matthew Weiner                           | 2012. március 25. | 3,54 millió |
| 55.  | 3.  | Tealevelek (Tea Leaves)                     | Jon Hamm           | Erin Levy és Matthew Weiner              | 2012. április 1.  | 2,94 millió |
| 56.  | 4.  | Rejtélyes dátum (Mistery Date)              | Matt Shakman       | Victor Levin és Matthew Weiner           | 2012. április 8.  | 2,75 millió |
| 57.  | 5.  | A 30. jel (Signal 30)                       | John Slattery      | Frank Pierson és Matthew Weiner          | 2012. április 15. | 2,69 millió |
| 58.  | 6.  | Távoli helyek (Far Away Places)             | Scott Hornbacher   | Semi Chellas és Matthew Weiner           | 2012. április 22. | 2,66 millió |
| 59.  | 7.  | A Tőkehal-bálon (At the Codfish Ball)       | Michael Uppendahl  | Jonathan Igla                            | 2012. április 29. | 2,31 millió |
| 60.  | 8.  | Lady Lazarus (Lady Lazarus)                 | Phil Abraham       | Matthew Weiner                           | 2012. május 6.    | 2,29 millió |
| 61.  | 9.  | Sötét árnyak (Dark Shadows)                 | Scott Hornbacher   | Erin Levy                                | 2012. május 13.   | 2,13 millió |
| 62.  | 10. | Karácsonyi keringő (Christmas Waltz)        | Michael Uppendahl  | Victor Levin és Matthew Weiner           | 2012. május 20.   | 1,92 millió |
| 63.  | 11. | A másik nő (The Other Woman)                | Phil Abraham       | Semi Chellas és Matthew Weiner           | 2012. május 27.   | 2,07 millió |
| 64.  | 12. | Jutalékok és díjak (Commissions and Fees)   | Christopher Manley | Andre Jacquemetton és Maria Jacquemetton | 2012. június 3.   | 2,41 millió |
| 65.  | 13. | A fantom (The Phantom)                      | Matthew Weiner     | Jonathan Igla és Matthew Weiner          | 2012. június 10.  | 2,70 millió |

## 6. évad (2013)
| Sor. | Év. | Cím                                            | Rendező            | Író                                      | Premier           | Nézettség   |
| ---- | --- | ---------------------------------------------- | ------------------ | ---------------------------------------- | ----------------- | ----------- |
| 66.  | 1.  | Az ajtó 1. rész (The Doorway Part 1)           | Scott Hornbacher   | Matthew Weiner                           | 2013. április 7.  | 3,37 millió |
| 67.  | 2.  | Az ajtó 2. rész (The Doorway Part 2)           | Scott Hornbacher   | Matthew Weiner                           | 2013. április 7.  | 3,37 millió |
| 68.  | 3.  | Együttműködők (Collaborators)                  | Jon Hamm           | Jonathan Igla és Matthew Weiner          | 2013. április 14. | 2,66 millió |
| 69.  | 4.  | Birtokolni és megtartani (To Have and to Hold) | Michael Uppendahl  | Erin Levy                                | 2013. április 21. | 2,40 millió |
| 70.  | 5.  | Az áradás (The Flood)                          | Christopher Manley | Tom Smuts és Matthew Weiner              | 2013. április 28. | 2,38 millió |
| 71.  | 6.  | Azonnali kiadásra (For Immediate Release)      | Jennifer Getzinger | Matthew Weiner                           | 2013. május 5.    | 2,45 millió |
| 72.  | 7.  | Ember egy tervvel (Man with a Plan)            | John Slattery      | Semi Chellas és Matthew Weiner           | 2013. május 12.   | 2,36 millió |
| 73.  | 8.  | A baleset (The Crash)                          | Michael Uppendahl  | Jason Grote és Matthew Weiner            | 2013. május 19.   | 2,16 millió |
| 74.  | 9.  | A jobbik fél (The Better Half)                 | Phil Abraham       | Erin Levy és Matthew Weiner              | 2013. május 26.   | 1,88 millió |
| 75.  | 10. | Két város meséje (A Tale of Two Cities)        | John Slattery      | Janet Leahy és Matthew Weiner            | 2023. június 2.   | 2,45 millió |
| 76.  | 11. | Szívesség (Favors)                             | Jennifer Getzinger | Semi Chellas és Matthew Weiner           | 2023. június 9.   | 2,17 millió |
| 77.  | 12. | Az irgalmasság minősége (The Quality of Mercy) | Phil Abraham       | Andre Jacquemetton és Maria Jacquemetton | 2023. június 16.  | 2,06 millió |
| 78.  | 13. | Védelem (In Care Of)                           | Matthew Weiner     | Carly Wray és Matthew Weiner             | 2023. június 23.  | 2,69 millió |

## 7. évad (2014-2015)
| Sor. | Év. | Cím                                               | Rendező            | Író                                  | Premier           | Nézettség   |
| ---- | --- | ------------------------------------------------- | ------------------ | ------------------------------------ | ----------------- | ----------- |
| 79.  | 1.  | Időzónák (Time Zones)                             | Scott Hornbacher   | Matthew Weiner                       | 2014. április 13. | 2,27 millió |
| 80.  | 2.  | Napi munka (A Day's Work)                         | Michael Uppendahl  | Jonathan Igla és Matthew Weiner      | 2014. április 20. | 1,89 millió |
| 81.  | 3.  | Terepgyakorlat (Field Trip)                       | Christopher Manley | Heather Jeng Bladt és Matthew Weiner | 2014. április 27. | 2,02 millió |
| 82.  | 4.  | A monolit (The Monolith)                          | Scott Hornbacher   | Erin Levy                            | 2014. május 4.    | 2,14 millió |
| 83.  | 5.  | A szökevények (The Runaways)                      | Christopher Manley | David Iserson és Matthew Weiner      | 2014. május 11.   | 1,86 millió |
| 84.  | 6.  | A stratégia (The Strategy)                        | Phil Abraham       | Semi Chellas                         | 2014. május 18.   | 1,93 millió |
| 85.  | 7.  | Waterloo (Waterloo)                               | Matthew Weiner     | Carly Wray és Matthew Weiner         | 2014. május 25.   | 1,94 millió |
| 86.  | 8.  | Végkielégítés (Severance)                         | Scott Hornbacher   | Matthew Weiner                       | 2015. április 5.  | 2,27 millió |
| 87.  | 9.  | Új üzlet (New Business)                           | Michael Uppendahl  | Tom Smuts és Matthew Weiner          | 2015. április 12. | 1,97 millió |
| 88.  | 10. | Az előrejelzés (The Forecast)                     | Jennifer Getzinger | Jonathan Igla és Matthew Weiner      | 2015. április 19. | 1,87 millió |
| 89.  | 11. | Idő és élet (Time & Life)                         | Jared Harris       | Erin Levy és Matthew Weiner          | 2015. április 26. | 1,77 millió |
| 90.  | 12. | Elveszett horizont (Lost Horizon)                 | Phil Abraham       | Semi Chellas és Matthew Weiner       | 2015. május 3.    | 1,79 millió |
| 91.  | 13. | A bőség felé vezető út (The Milk and Honey Route) | Matthew Weiner     | Carly Wray és Matthew Weiner         | 2015. május 10.   | 1,87 millió |
| 92.  | 14. | Négyszemközt (Person to Person)                   | Matthew Weiner     | Matthew Weiner                       | 2015. május 17.   | 3,29 millió |